# Hemisphaerius subapicalis
Hemisphaerius subapicalis är en insektsart som beskrevs av Butler 1875. Hemisphaerius subapicalis ingår i släktet Hemisphaerius och familjen sköldstritar. Inga underarter finns listade i Catalogue of Life.